# 대구광명학교
대구광명학교는 대구광역시 남구에 있는 사립 특수학교이다. 대구·경북 일원의 유일한 시각장애 학생을 위한 특수교육기관으로 유치부, 초등부, 중학부, 고등부, 전공과를 두고 있다.

## 연혁
- 1946. 04. 19. 대구맹아학원 설립 - 초대원장 이영식 목사 취임
- 1947. 04. 09. 대구맹아학원 맹부 초등과 설치
- 1959. 03. 09. 대구맹아학원 맹부를 대구광명학교로 분리인가
- 1961. 04. 01. 제2대 교장 이태영 취임
- 1964. 12. 29. 대구광명학교 고등과 설치
- 1965. 03. 19. 보건사회부장관으로부터 안마사 양성학교로 지정
- 1966. 03. 01. 제3대 교장 박영생 취임
- 1971. 01. 05. 초등과 12학급 증설인가
- 1976. 03. 26. 제4대 교장 박세조 취임
- 1977. 03. 01. 제5대 교장 고은애 취임
- 1977. 12. 24. 제6대 교장 이원배 취임
- 1982. 06. 02. 제7대 교장 김경락 취임
- 1992. 03. 01. 제8대 교장 조병수 취임
- 1996. 03. 01. 제9대 교장 원명욱 취임
- 1997. 07. 22. 초등부 과정 각 학년 1학급씩 6학급 감소인가, 유치부 과정 1년 1학급 설치인가
- 2000. 09. 01. 제10대 교장 임송자 취임
- 2007. 11. 01. 제11대 교장 황재환 취임
- 2009. 03. 01. 교장직무대리 나시택 취임
- 2009. 09. 01. 제12대 교장 추인수 취임
- 2009. 11. 10. 전공과 과정 2년 1학급 설치인가
- 2010. 09. 01. 제13대 교장 윤필희 취임
- 2010. 02. 18. 2010학년도 졸업식 유치부 12회, 초등부 62회, 중학부 55회, 고등부 49회
- 2011. 03. 02. 2011학년도 입학식